# Élections législatives de 1876 en Charente-Inférieure
Les élections législatives de 1876 ont eu lieu les 20 février et 5 mars 1876.

## Députés élus
|   | Circonscription     | Député élu                |  | Groupe parlementaire |
| - | ------------------- | ------------------------- |  | -------------------- |
| 1 | Jonzac              | René-Pierre Eschassériaux |  | Appel au peuple      |
| 2 | Marennes            | Jules Dufaure             |  | Centre gauche        |
| 3 | Rochefort           | Paul Bethmont             |  | Centre gauche        |
| 4 | La Rochelle         | Charles Fournier          |  | Appel au peuple      |
| 5 | 1re de Saintes      | Eugène Eschassériaux      |  | Appel au peuple      |
| 6 | 2e de Saintes       | Eugène Jolibois           |  | Appel au peuple      |
| 7 | Saint-Jean d'Angély | Louis Roy de Loulay       |  | Appel au peuple      |

## Résultats à l'échelle du département
| Partis         | Partis                     | Premier tour | Premier tour | Sièges |
| Partis         | Partis                     | Voix         | %            | Sièges |
| -------------- | -------------------------- | ------------ | ------------ | ------ |
|                | Bonapartistes              | 53 591       | 49,89        | 5      |
|                | Républicains conservateurs | 34 078       | 31,72        | 2      |
|                | Républicains modérés       | 19 147       | 17,82        | 0      |
|                | Autre                      | 622          | 0,58         | 0      |
|                |                            |              |              |        |
| Inscrits       | Inscrits                   | 137 955      | 100,00       | 7      |
| Votants        | Votants                    | 108 922      | 78,95        |        |
| Abstentions    | Abstentions                | 23 033       | 16,69        |        |
| Blancs et nuls | Blancs et nuls             | 1 372        | 1,26         |        |
| Exprimés       | Exprimés                   | 107 438      | 98,74        |        |

## Résultats par arrondissement

### Arrondissement de Jonzac
| Candidat       | Candidat                                | Parti                                    | Premier tour | Premier tour |
| Candidat       | Candidat                                | Parti                                    | Voix         | %            |
| -------------- | --------------------------------------- | ---------------------------------------- | ------------ | ------------ |
|                | René-Pierre Eschassériaux sortant réélu | Bonaparte                                | 11 246       | 56,13        |
|                | Charles Duchatel                        | Républicain conservateur (Centre gauche) | 8 788        | 43,87        |
|                |                                         |                                          |              |              |
| Inscrits       | Inscrits                                | Inscrits                                 | 24 654       | 100,00       |
| Votants        | Votants                                 | Votants                                  | 20 146       | 81,71        |
| Abstention     | Abstention                              | Abstention                               | 4 508        | 18,29        |
| Blancs et nuls | Blancs et nuls                          | Blancs et nuls                           | 112          | 0,56         |
| Exprimés       | Exprimés                                | Exprimés                                 | 20 034       | 99,44        |

### Arrondissement de Marennes
| Candidat       | Candidat       | Parti                                    | Premier tour | Premier tour |
| Candidat       | Candidat       | Parti                                    | Voix         | %            |
| -------------- | -------------- | ---------------------------------------- | ------------ | ------------ |
|                | Jules Dufaure  | Républicain conservateur (Centre gauche) | 8 268        | 89,50        |
|                | Normand        | Divers                                   | 622          | 6,73         |
|                | Courtin        | Bonapartiste                             | 348          | 3,77         |
|                |                |                                          |              |              |
| Inscrits       | Inscrits       | Inscrits                                 | 15 251       | 100,00       |
| Votants        | Votants        | Votants                                  | 9 984        | 65,46        |
| Abstention     | Abstention     | Abstention                               | 5 267        | 34,54        |
| Blancs et nuls | Blancs et nuls | Blancs et nuls                           | 746          | 7,47         |
| Exprimés       | Exprimés       | Exprimés                                 | 9 238        | 92,53        |

### Arrondissement de Rochefort
| Candidat       | Candidat       | Parti                                    | Premier tour | Premier tour |
| Candidat       | Candidat       | Parti                                    | Voix         | %            |
| -------------- | -------------- | ---------------------------------------- | ------------ | ------------ |
|                | Paul Bethmont  | Républicain conservateur (Centre gauche) | 6 844        | 51,65        |
|                | Georges Roche  | Bonapartiste                             | 6 407        | 48,35        |
|                |                |                                          |              |              |
| Inscrits       | Inscrits       | Inscrits                                 | 17 377       | 100,00       |
| Votants        | Votants        | Votants                                  | 13 380       | 77,00        |
| Abstention     | Abstention     | Abstention                               | 3 997        | 23,00        |
| Blancs et nuls | Blancs et nuls | Blancs et nuls                           | 129          | 0,96         |
| Exprimés       | Exprimés       | Exprimés                                 | 13 251       | 99,04        |

| Canton          | Bethmont | %     | Roche | %     | Total  |
| --------------- | -------- | ----- | ----- | ----- | ------ |
| Aigrefeuille    | 770      | 31,21 | 1 697 | 68,79 | 2 467  |
| Rochefort-nord  | 1 512    | 73,58 | 543   | 26,42 | 2 055  |
| Rochefort-sud   | 1 880    | 70,28 | 795   | 29,72 | 2 675  |
| Surgères        | 1 602    | 43,79 | 2 056 | 56,21 | 3 658  |
| Tonnay-Charente | 1 080    | 45,09 | 1 315 | 54,91 | 2 395  |
| Total           | 6 844    | 51,65 | 6 406 | 48,35 | 13 250 |

### Arrondissement de La Rochelle
| Candidat       | Candidat          | Parti              | Premier tour | Premier tour |
| Candidat       | Candidat          | Parti              | Voix         | %            |
| -------------- | ----------------- | ------------------ | ------------ | ------------ |
|                | Charles Fournier  | Bonapartiste       | 9 442        | 54,00        |
|                | Pierre Barbedette | Républicain modéré | 8 044        | 46,00        |
|                |                   |                    |              |              |
| Inscrits       | Inscrits          | Inscrits           | 22 162       | 100,00       |
| Votants        | Votants           | Votants            | 17 627       | 79,54        |
| Abstention     | Abstention        | Abstention         | 4 535        | 20,46        |
| Blancs et nuls | Blancs et nuls    | Blancs et nuls     | 141          | 0,80         |
| Exprimés       | Exprimés          | Exprimés           | 17 486       | 99,20        |

| Canton            | Fournier | %     | Barbedette | %     | Total      |
| ----------------- | -------- | ----- | ---------- | ----- | ---------- |
| La Rochelle-Ville | 972      | 34,01 | 1 886      | 65,99 | 2 858      |
| La Rochelle-est   | 916      | 65,29 | 487        | 34,71 | 1 403      |
| La Rochelle-ouest | 1 217    | 76,54 | 373        | 23,46 | 1 590      |
| Saint-Martin      | 789      | 39,87 | 1 190      | 60,13 | 1 979      |
| Ars               | 305      | 17,83 | 1 406      | 82,17 | 1 711      |
| La Jarrie         | 1 750    | 60,91 | 1 123      | 39,09 | 2 873      |
| Courçon           | 2 280    | 69,47 | 1 002      | 30,53 | 3 282      |
| Marans            | 1 212    | 67,75 | 577        | 32,25 | 1 7895 212 |
| Total             | 9 441    | 53,99 | 8 044      | 46,01 | 17 485     |

### Arrondissement de Saintes

#### 1recirconscription de Saintes
| Candidat       | Candidat             | Parti              | Premier tour | Premier tour |
| Candidat       | Candidat             | Parti              | Voix         | %            |
| -------------- | -------------------- | ------------------ | ------------ | ------------ |
|                | Eugène Eschassériaux | Bonapartiste       | 6 662        | 55,16        |
|                | Frédéric Mestreau    | Républicain modéré | 5 415        | 44,84        |
|                |                      |                    |              |              |
| Inscrits       | Inscrits             | Inscrits           | 14 902       | 100,00       |
| Votants        | Votants              | Votants            | 12 172       | 81,68        |
| Abstention     | Abstention           | Abstention         | 2 730        | 18,32        |
| Blancs et nuls | Blancs et nuls       | Blancs et nuls     | 95           | 0,78         |
| Exprimés       | Exprimés             | Exprimés           | 12 077       | 99,22        |

#### 2ede circonscription de Saintes
| Candidat       | Candidat          | Parti                    | Premier tour | Premier tour |
| Candidat       | Candidat          | Parti                    | Voix         | %            |
| -------------- | ----------------- | ------------------------ | ------------ | ------------ |
|                | Eugène Jolibois   | Bonapartiste             | 6 933        | 51,47        |
|                | Anatole Lemercier | Républicain conservateur | 6 536        | 48,53        |
|                |                   |                          |              |              |
| Inscrits       | Inscrits          | Inscrits                 | 17 104       | 100,00       |
| Votants        | Votants           | Votants                  | 13 572       | 79,35        |
| Abstention     | Abstention        | Abstention               | 3 532        | 20,65        |
| Blancs et nuls | Blancs et nuls    | Blancs et nuls           | 103          | 0,76         |
| Exprimés       | Exprimés          | Exprimés                 | 13 469       | 99,24        |

| Canton  | Jolibois | %     | Lemercier | %     | Total  |
| ------- | -------- | ----- | --------- | ----- | ------ |
| Cozes   | 1 497    | 50,37 | 1 475     | 49,63 | 2 972  |
| Gémozac | 2 315    | 64,54 | 1 272     | 35,46 | 3 587  |
| Pons    | 1 946    | 48,59 | 2 059     | 51,41 | 4 005  |
| Saujon  | 1 175    | 40,45 | 1 730     | 59,55 | 2 905  |
| Total   | 6 933    | 51,47 | 6 536     | 48,53 | 13 469 |

### Arrondissement de Saint-Jean d'Angély
| Candidat       | Candidat            | Parti                    | Premier tour | Premier tour |
| Candidat       | Candidat            | Parti                    | Voix         | %            |
| -------------- | ------------------- | ------------------------ | ------------ | ------------ |
|                | Louis Roy de Loulay | Bonapartiste             | 12 553       | 57,36        |
|                | Larade              | Républicain modéré       | 5 688        | 26,00        |
|                | Auguste Bossay      | Républicain conservateur | 3 642        | 16,64        |
|                |                     |                          |              |              |
| Inscrits       | Inscrits            | Inscrits                 | 26 505       | 100,00       |
| Votants        | Votants             | Votants                  | 22 041       | 83,16        |
| Abstention     | Abstention          | Abstention               | 4 464        | 16,84        |
| Blancs et nuls | Blancs et nuls      | Blancs et nuls           | 158          | 0,72         |
| Exprimés       | Exprimés            | Exprimés                 | 21 883       | 99,28        |